# Norte (Portugal)

Região Norte

Região Norte is een Portugese Nuts II-regio, die bestaat uit de districten Braga, Bragança, Porto, Viana do Castelo en Vila Real en delen van de districten Aveiro, Viseu en Guarda. Norte grenst in het zuiden aan Região Centro, in het noorden en oosten aan Spanje en in het westen aan de Atlantische Oceaan. De oppervlakte van het gebied bedraagt 21.278 km² en het aantal inwoners is 3.689.173 (2011). 
Het gebied is onderverdeeld in de volgende 8 subregio's:
- Alto Trás-os-Montes
- Ave
- Cávado
- Douro
- Entre Douro e Vouga
- Grande Porto
- Minho-Lima
- Tâmega

De NUTS-regio's zijn in tegenstelling tot de districten geen bestuurlijke eenheden, maar dienen als basis voor het verzamelen van statistische informatie.
Alentejo · Algarve · Azoren (autonoom) · Centro · Lissabon · Madeira (autonoom) · Norte